# Корсунівська сільська рада
Корсунівська сільська рада — колишній орган місцевого самоврядування у Лохвицькому районі Полтавської області з центром у селі Корсунівка.

## Населені пункти
Сільраді були підпорядковані населені пункти:
- c. Корсунівка
- c. Вовківське
- c. Потоцьківщина
- c. Пласківщина
- c. Саранчине

## Зміни
- с. Ромоданівка [1]